# Samsung Galaxy A72
Il Samsung Galaxy A72 è uno smartphone di fascia media prodotto da Samsung, facente parte della serie Samsung Galaxy A.

## Caratteristiche tecniche

### Hardware
Il Galaxy A72 è uno smartphone con form factor di tipo slate, le cui dimensioni sono di 165 × 77,4 × 8,4 mm e pesa 203 grammi.
Il dispositivo è dotato di connettività GSM, HSPA, LTE, Wi-Fi 802.11 a/b/g/n/ac dual-band con supporto a Wi-Fi Direct e hotspot, Bluetooth 5.0 con A2DP e LE, GPS con A-GPS, BeiDou, GALILEO e GLONASS e, infine, NFC. Ha una porta USB-C 2.0 e un ingresso per jack audio da 3,5 mm. Supporta il sistema audio Dolby Atmos, quindi entrambi gli speakers di cui è dotato possono essere usati in contemporanea.
È dotato di schermo touchscreen capacitivo Infinity-O da 6,7 pollici di tipo Super AMOLED, con angoli arrotondati, risoluzione FHD+ 1080 × 2400 pixel e supporta una frequenza d'aggiornamento massima di 90 Hz.
La batteria ai polimeri di litio da 5000 mAh non è rimovibile dall'utente e supporta la ricarica rapida a 25 watt.
Il chipset è un Qualcomm Snapdragon 720G (SM7125-1-AB) con CPU octa core (2 core a 2,3 GHz + 6 core a 1,8 GHz). La memoria d'archiviazione interna di tipo UFS 2.1 è di 128 GB ed è espandibile con microSD fino a 1 TB, mentre la RAM è di 6 GB.
La fotocamera posteriore ha un sensore principale da 64 megapixel, con apertura f/1.8, un ultra-grandangolare f/2.2 da 12 MP, un macro f/2.4 da 5 MP e un teleobiettivo f/2.4 da 12 MP; è dotata di autofocus OIS, modalità HDR e flash LED, in grado di registrare al massimo video 4K a 30 fotogrammi al secondo, mentre la fotocamera anteriore è singola da 32 MP con registrazione video massimo in 4K@30 fps e supporto HDR.
È resistente all'acqua e alla polvere, avendo la certificazione IP67.

### Software
Il sistema operativo di fabbrica è Android 11 con interfaccia utente One UI 3.1.
Da gennaio 2022 inizia a ricevere l'aggiornamento ad Android 12 con One UI 4.0, passata poi dal 31 marzo alla versione 4.1 partendo dai modelli destinati alla Russia.